# Walter Baker & Company
Pour les articles homonymes, voir James Baker (homonymie) et Baker.
La Walter Baker & Company est la première fabrique de chocolat américaine à Dorchester, dans le Massachusetts, près de Boston, créée par 
James Baker, un médecin et industriel américain, et John Hannon, un technicien irlandais.

## Histoire
Après des études de médecine à Harvard, James Baker rencontre en 1763 un immigrant irlandais sans le sou, mais détenteur d'un précieux savoir-faire d'un maître-artisan chocolatier irlandais, commissaire de l'État, John Hannon, récemment débarqué dans la colonie du Massachusetts.
John Hannon est à l'origine de l'industrie chocolatière des futurs États-Unis, selon l'Histoire du chocolat de l'américain Nikita Harwich. Quatre plus tôt, Joseph Fry, qui vendait du chocolat dans le port de Bristol depuis 1753 s'était associé en 1761 avec William Churchman, fils de Charles Churchman, pour utiliser leur brevet consistant à utiliser l'énergie hydraulique d'un moulin à broyer les fèves.
Joseph Storrs Fry détenait dès 1764 un réseau d'agents dans 53 villes différentes et exporte en Irlande, facilement accessible en bateau de Bristol.
Jusque-là plusieurs tentatives avaient échoué, à l'exception de celle de l'entrepreneur de la ville de Providence, dans le Rhode Island, en 1752, Obadiah Brown, qui avait réussi à broyer pour 400 livres de cacao pour des marchands de Newport.

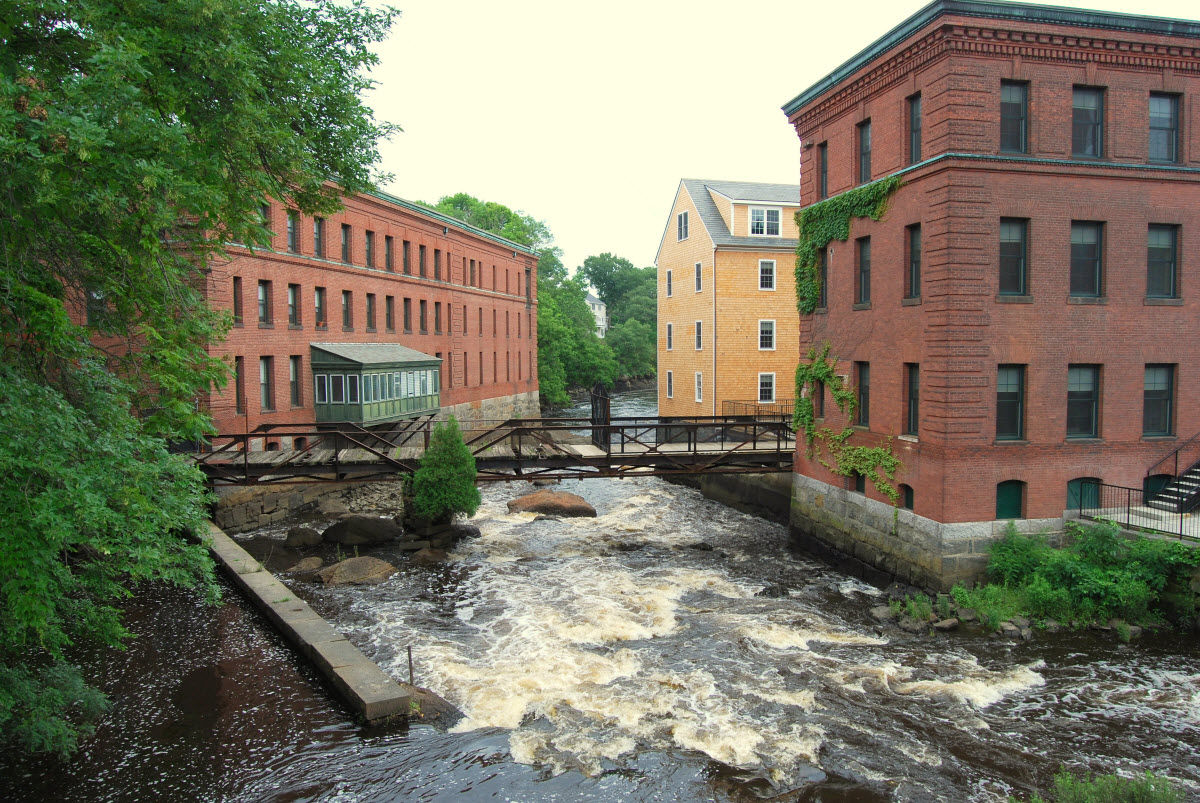
Anciens locaux de la chocolaterie à Lower Mills Village, le long de la rivière Neponset.

Utilisant l'énergie de la Rivière Neponset, James Baker et John Hannon reprennent un vieux moulin à bois et s'associent en 1765, le beurre de cacao étant moulé dans des formes ressemblant à des briques de chocolat, vendues à l'aide de la publicité et qui servent à faire des boissons chaudes une fois diluées dans de l'eau.
Baker and Hannon déménagent leur affaire pour l'agrandir en 1768, sur la même rivière mais dans un moulin textile appartenant à Edward Preston, le beau-frère de James Baker, puis en 1772 ouvrent une deuxième fabrique, toujours à Dorchester, qui produit 900 livres de chocolat en 1773.
Lors de la révolution américaine de 1775, les deux fabricants de chocolat doivent trouver le moyen de contourner le blocus de la Royal Navy pour s'approvisionner, la guerre d'indépendance se révélant plus longue que prévu et en 1779, Hannon disparaît lors d'un voyage en mer pour trouver des fèves de cacao, sur fond de mariage difficile avec Elizabeth Doe, qui tente de reprendre l'affaire avec un apprenti de son mari, Nathaniel Blake, intente des procès à James Baker. Nathaniel Blake se rallie finalement à Baker. En 1780, l'entreprise prend le nom de Baker Chocolate Company.

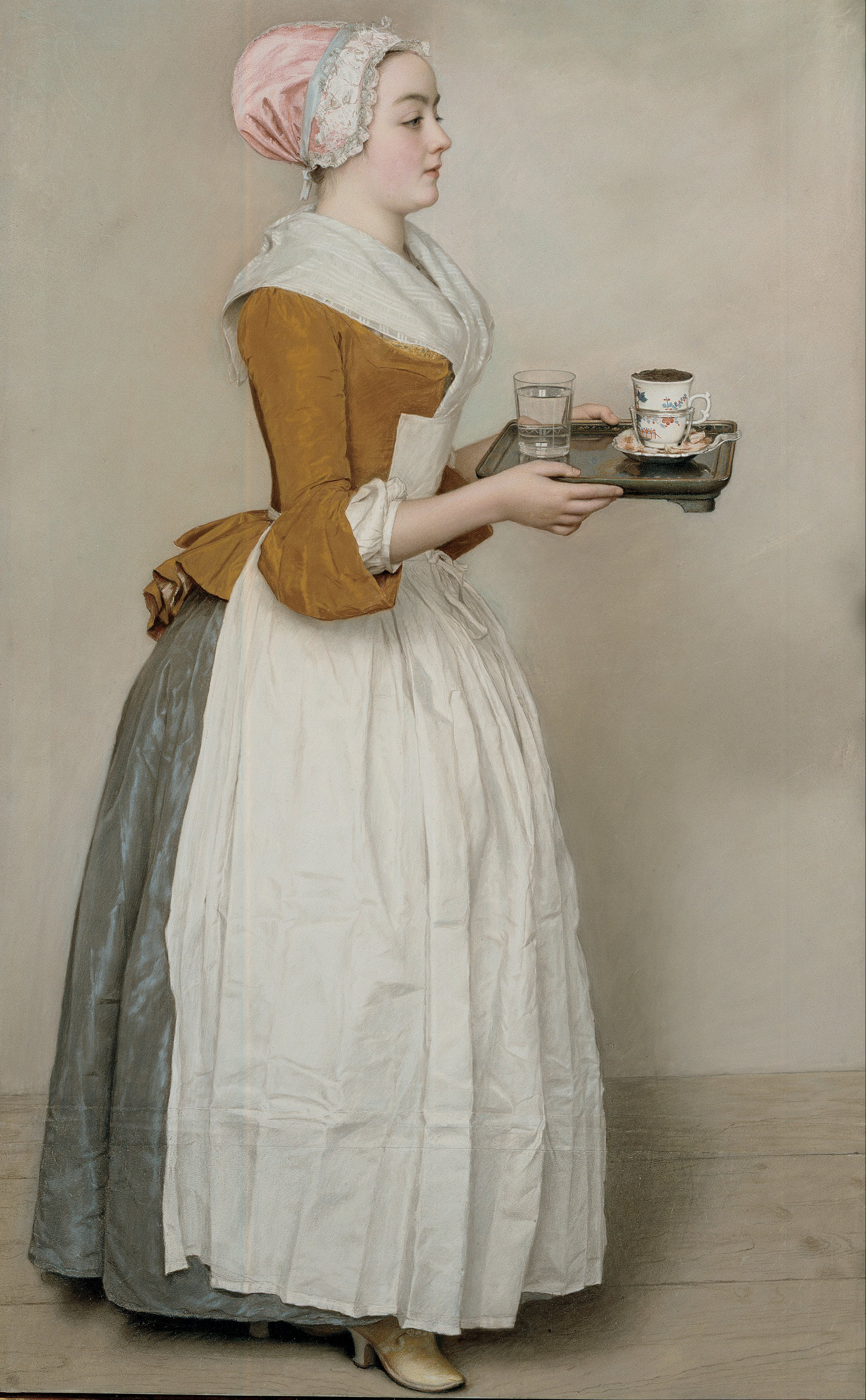
La Belle Chocolatière, Jean-Etienne Liotard

Le fils Edmund Baker reprend l'affaire et investit en 1806 dans une usine ultra-moderne, toujours sur la rivière Neponset, bientôt surnommée "the river of American business." Mais en 1812, se heurte comme son père l'avait fait à la Royal Navy lors de la Guerre de 1812. Plus tard, l'entreprise choisira comme marque "La Belle Chocolatière". En 1862, ils obtiennent l'autorisation d'exploiter la peinture La Belle Chocolatière de Jean-Etienne Liotard.
L'entreprise est vendue en 1886 au syndicat Forbes. Post Foods rachète l'entreprise en 1927, puis déménage les locaux au Delaware en 1965. En 1995, elle devient propriété de Kraft Foods Group (Mondelēz International).